# Blastocistosi
La blastocistosi è una parassitosi causata dall'organismo monocellulare Blastocystis hominis, classificato nel gruppo degli Stramenopiles. Il ruolo patogeno del Blastocystis è comunque questione controversa.

## Modalità di trasmissione

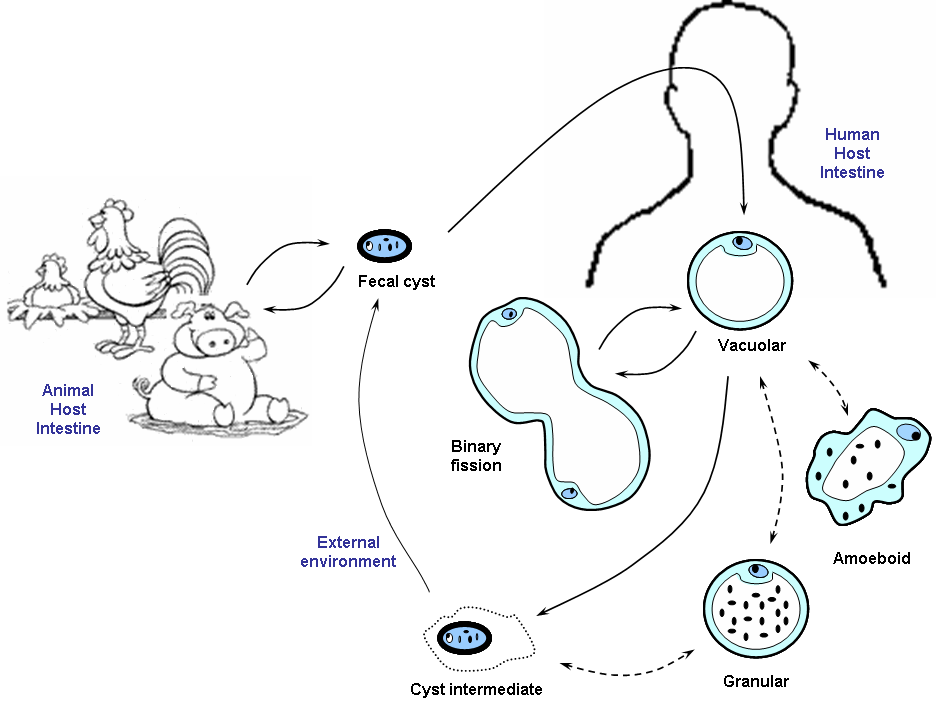
Ciclo vitale di B. Hominis, e sua modalità di trasmissione dagli animali all'uomo.

Blastocystis è un genere di protozoi presente nell'intestino di molte specie animali, come patogeno o commensale. Le specie rinvenibili nell'intestino umano vengono classificate come Blastocystis hominis.
L'agente eziologico della blastocitosi possiede un ciclo vitale complesso e non del tutto chiarito. Secondo quanto attualmente ipotizzato, assume quattro forme: 
- forma ameboide
- forma vacuolare
- forma granulosa (o multi-vacuolare)
- forma di ciste.

Le sue dimensioni possono variare notevolmente, all'incirca tra 5 e 40 µm. Manca di parete cellulare e contiene mitocondri e l'apparato del Golgi, oltre a un reticolo endoplasmatico tipico dei protozoi.
La ciste è rinvenibile nelle feci dell'ospite ed è una forma cellulare dotata di una parete cellulare assai spessa e di notevole resistenza agli agenti esterni. È probabilmente quella che permette la trasmissione dell'infestazione nell'uomo per via orale. B. hominis infatti infesta principalmente l'intestino di alcuni comuni animali da allevamento, quali maiali o pollame, che rappresentano il suo ospite primario. La sua presenza è stata comunque rilevata nell'intestino di molte specie di animali superiori. Può poi transitare, allo stadio di ciste, nelle feci di questi animali (dove si rinviene comunque anche in forma vacuolare), ed in seguito venire a contatto con l'uomo (ospite secondario), tramite alimenti o liquidi, installandosi nel suo intestino. Qui può dare origine all'infestazione sintomatica vera e propria.
Le cisti infestano le cellule epiteliali del tratto digestivo, passando alla forma vacuolare. Da essa si passa alla forma granulosa o a quella ameboide, dalla quale si moltiplica in forma asessuata, per divisione. Si passa quindi a una forma pre-cistica e quindi a quella cistica vera e propria, nella quale il parassita viene espulso con le feci. La forma ameboide è da alcuni autori correlata maggiormente alle manifestazioni sintomatiche dell'infestazione, ma l'ipotesi non è confermata.

## Sintomi
Non tutte le infestazioni dovute a Blastocystis presentano sintomi, in quanto è stata rilevata la presenza dell'organismo anche in individui, sia adulti che bambini, che non lamentano problemi particolari. Anche quando i sintomi sono presenti, nella maggior parte dei casi non sono univoci e possono essere confusi con quelli dovuti a comuni malattie intestinali, rendendo difficile la diagnosi. Quelli comunemente presenti sono diarrea, spasmi addominali, prurito perianale e nausea. Nei casi più acuti, può essere presente diarrea acquosa abbondante e febbre. Altri possibili sintomi includono affaticamento, anoressia, flatulenza e altri effetti gastrointestinali. Alcuni altri sintomi segnalati sono presenza di globuli bianchi nelle feci aumento nel numero di granulociti eosinofili nel sangue ingrossamento del fegato e della milza.

## Epidemiologia
Studi epidemiologici hanno dimostrato che la blastocistosi è distribuita uniformamente in tutto il mondo, sebbene la sua incidenza sia maggiormente concentrata nella aree a clima tropicale, subtropicale e nei paesi in via di sviluppo. Date le peculiari modalità di trasmissione della malattia, dovute all'ingestione di cibi e acque contaminate dalle feci di animali infetti, la diffusione della malattia raggiunge i picchi più elevati nelle aree in cui li livelli sanitari sono bassi.
Esistono evidenze tese a dimostrare che B. hominis sia un agente patogeno opportunistico, cioè che i pazienti la cui salute sia già minata da infezioni o malattie siano più suscettibili alle infezioni di Blastocystis. In particolare i pazienti che soffrono di infezione di HIV sembrano essere maggiormente vulnerabili alla blastocistosi; ciò può essere dovuto al fatto che i pazienti HIV-positivi hanno un sistema immunitario più debole, e quindi un livello più basso di anticorpi circolanti.

## Diagnosi e trattamento
La diagnosi viene effettuata tramite la ricerca di cisti nelle feci e richiede una certa esperienza specifica.
Il protocollo farmacologico non è consolidato e i risultati ottenuti sono variabili. Il trattamento coinvolge l'utilizzo di farmaci antibatterici e antiprotozoari, come sulfamidici e metronidazolo. Vengono inoltre sperimentate terapie che utilizzano probiotici che competono con il parassita.